# Flugplatz Port-de-Paix

i7
i11
i13
Der Flugplatz Port-de-Paix (französisch Aéroport Port-de-Paix; Haitianisch-Kreolisch Ayewopò Pòdpè, IATA-Code: PAX, ICAO-Code: MTPX) liegt in Port-de-Paix im Département Nord-Ouest im Norden Haitis an der Küste des Atlantischen Ozeans.

## Beschreibung
Der Flugplatz Port-de-Paix liegt mit seiner 1200 Meter langen Start- und Landebahn im Westen der Stadt. Die Schotterpiste ist nicht eingefriedet und wird von Fußgängern und Krafträdern unkontrolliert gekreuzt.
Obwohl der Flugplatz Port-de-Paix allgemein bei der Passagierzahl als Nummer 3 in Haiti genannt wird, bestehen keine regelmäßigen Linienverkehre.
Der Flugplatz verfügt über keinerlei zusätzliche Einrichtungen und besteht lediglich aus der unbefestigten Piste.